# Robine (protéine)
Ne doit pas être confondu avec robinine.
Pour les articles homonymes, voir Robine.
La robine est une toxalbumine (protéine toxique) et une lectine. On trouve cette toxine dans le bois, les racines, l'écorce et les graines du robinier (par exemple Robinia pseudoacacia). 
Tout comme la ricine et l'abrine, cette toxine appartient à la famille des protéines inactivant les ribosomes (RIP).
La robine peut avoir une action fatale ou entraîner une nécrose.